# Ex mattatoio (L'Aquila)
L'ex mattatoio dell'Aquila è un complesso di edifici originariamente adibito alla macellazione ed alla distribuzione delle carni.
Realizzato nella prima metà del XX secolo, è uno dei rari esempi di archeologia industriale in città; danneggiato dal sisma del 2009, è stato ricostruito tra il 2012 ed il 2015 per diventare la sede del museo nazionale d'Abruzzo (MUNDA).

## Storia
Il mattatoio nacque negli anni Trenta del XX secolo in un'area strategica della città, poiché vicino agli scali ferroviari delle Ferrovie dello Stato (stazione RFI sulla ferrovia Terni-Sulmona) e della Società Industriale Aterno (stazione SIA sulla ferrovia L'Aquila-Capitignano), adiacente al fiume Aterno e non distante dal centro cittadino. Alla fine della seconda guerra mondiale, l'opificio fu affiancato da altre due palazzine.
Rimasto inutilizzato sin dagli anni Novanta, il complesso è stato poi gravemente danneggiato dal terremoto dell'Aquila del 2009 che ha colpito soprattutto le due palazzine, successivamente demolite. L'intera area è stata poi inglobata in un progetto di recupero che ha interessato gli argini del fiume Aterno, la cinta muraria ed il complesso dell'ex mattatoio destinato a diventare sede museale, all'interno del programma Mumex per la valorizzazione dei poli museali nel Mezzogiorno d'Italia. In quest'occasione, il complesso è stato donato in comodato d'uso gratuito dal Comune dell'Aquila — che ne è il proprietario — al Ministero per i beni e le attività culturali.
I lavori di ricostruzione del fabbricato sono iniziati nel 2012 e si sono conclusi, con qualche ritardo, tre anni dopo per un costo superiore ai 5 milioni di euro. Il 19 dicembre 2015 la struttura è stata aperta al pubblico alla presenza del ministro Dario Franceschini.

## Descrizione
Il complesso è situato a Borgo Rivera, in uno dei quartieri più antichi della città, adiacente alle mura dell'Aquila, precisamente tra le porte Rivera e della Stazione. L'area, a forte connotazione turistico-monumentale, è caratterizzata dalla presenza della fontana delle 99 cannelle e della chiesa di San Vito alla Rivera.

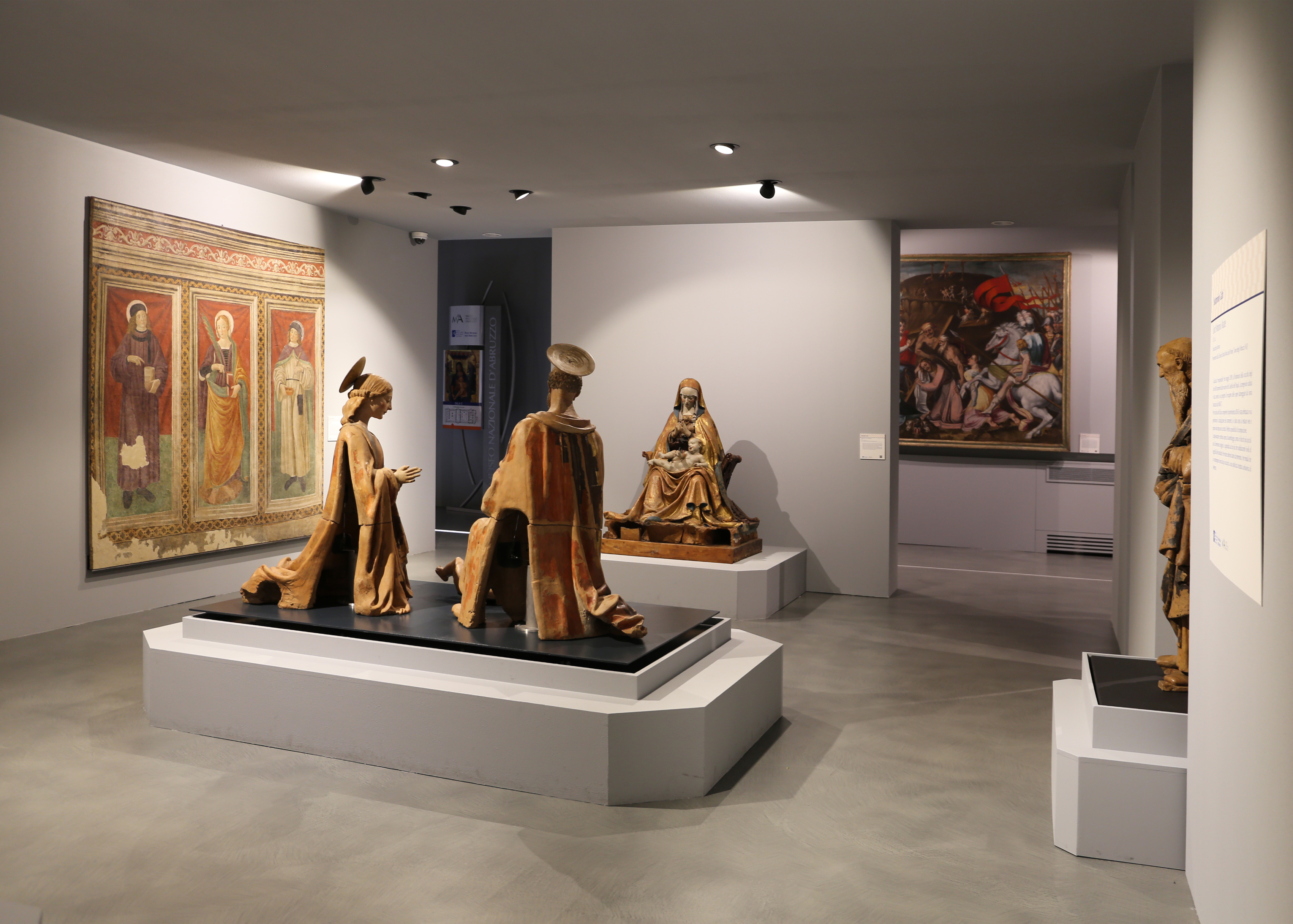
Una sala del provvisorio Museo Nazionale d'Abruzzo

Occupa una superficie di oltre 4.000 m², di cui circa la metà recuperati e accessibili al pubblico, ed è formato da un edificio principale (sede della collezione del museo nazionale d'Abruzzo) e da un nuovo fabbricato, ulteriormente suddiviso in due blocchi a livelli sfalsati, al cui interno trovano posto le strutture accessorie al museo, una sezione uffici ed una sala congressi da 96 posti. Il padiglione principale si articola su 6 sale all'interno di 5 aree espositive.